# 뤄쉐쥐안

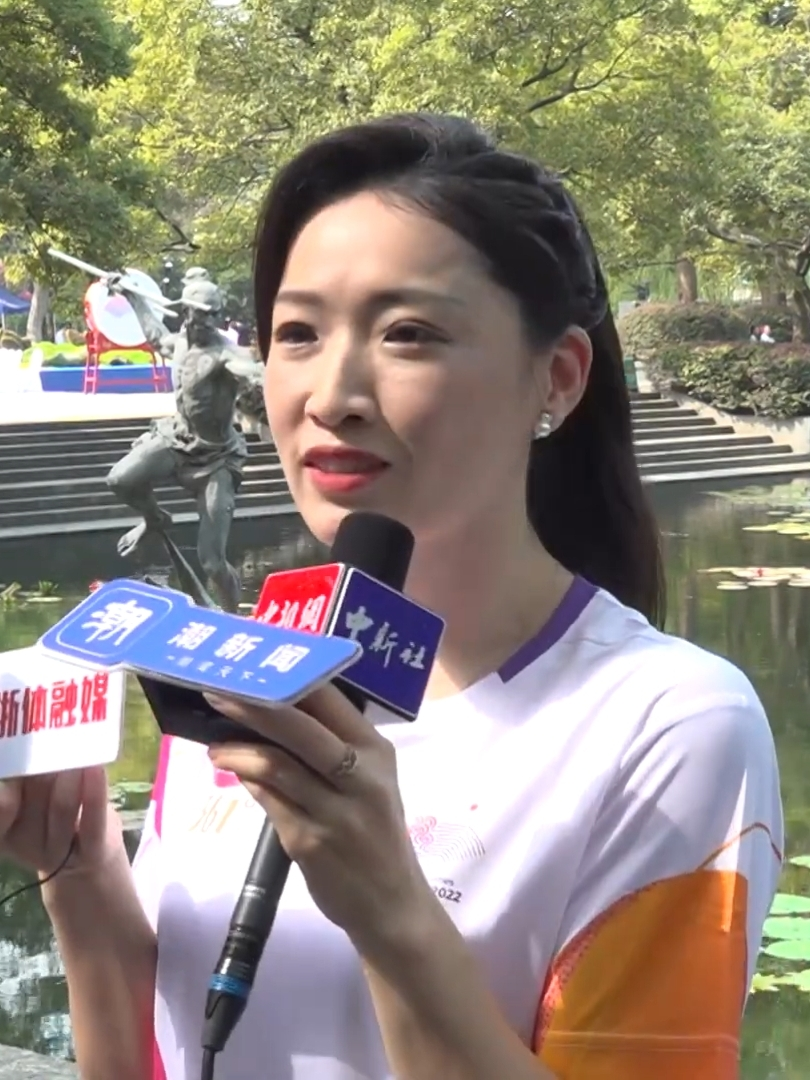

뤄쉐쥐안(중국어 간체자: 罗雪娟, 정체자: 羅雪娟, 병음: Luó Xuějuān, 1984년 1월 26일 ~ )은 중화인민공화국의 여성 수영 선수로 주로 평영에 출전하였다. 그녀는 전 수영 세계 기록 보유자이다. 2018년부터 북경외대 체육교사로 근무중이다.

## 경력
저장성 항저우시에서 태어나 7세 때부터 수영을 시작한 뤄쉐좐은 부모가 날씬해 보이는 그녀를 강하게 만드는 데 수영 실습이 필요하다는 생각이 들었다고 한다.
지난 시에서 열린 2000년 올림픽 선발 시합에서 100m 평영을 1분 08.87초의 기록으로 헤엄쳐 우승하고, 200m 평영에서는 2분 27.29초로 2위를 하였다. 이상하게도 몇달 후 시드니 올림픽에 자신의 약한 종목 200m 평영 만에 뽑힌 그녀는 준결승전에서 2분 25.86초를 세우고 결승전에서 2분 27.33초로 8위에 머물고 말았다.
2001년으로 가서 뤄쉐좐은 빠르게 향상되었다. 4월에 열린 중국 국립 대회에서 100m 평영 국내 기록 1분 07.85초를 세우고 치우이가 세계 기록 2분 22.99초로 우승한 200m 평영에서는 2위를 하였다. 짧은 후에 그녀는 오사카에서 열린 동아시아 경기에서 100m 평영의 국내 기록을 1분 07.42초로 낮추었다.
그해 후쿠오카에서 열린 세계 선수권 대회에서 4개의 메달을 획득하였다 - 50m 평영(아시아 기록 30.84초로 0.01초에 의하여 세계 기록을 놓침), 100m 평영(아시아 기록 1분 07.18초)에서 금메달, 200m 평영(2분 25.29초)과 400m 혼계영(4분 02.53초)에서 동메달. 그러고나서 중국 국립 대회에서 100m 평영을 아시아 기록 1분 06.96초로 우승하였다.
2002년은 뤄쉐좐에게 잘 시작되지 않았다. 그녀는 모스크바에서 열린 세계 쇼트코스 선수권 대회에서 50m 평영 2위와 100m 평영 3위로 아무 금메달을 획득하는 데 실패하였다. 팬패시픽 선수권 대회도 동등하게 실망적이었으며, 100m 평영 동메달과 200m 평영 4위에 머물렀다. 반어적으로 그녀가 100m 평영 준결승전에서 세운 1분 08.14초는 결승전에서 금메달을 획득하는 데 충분했을 것이다.
2002년 부산 아시안게임에서 빛난 뤄쉐좐은 100m 평영(아시아 기록 1분 06.84초로 그해 전 세계적으로 가장 빠름)과 400m 혼계영(4분 00.21초)에서 금메달을 획득하였다. 200m 평영에서는 세계 기록 보유자 치우이에게 밀려 2위를 하였다.
2003년 바르셀로나에서 열린 세계 선수권 대회에서 페넬로프 헤인스의 1분 06.52초를 세계 기록 책들로부터 지우는 목표를 세웠다. 이 기록은 뤄쉐좐이 아닌 준결승전에서 오스트레일리아의 리셀 존스의 1분 06.47초에 의하여 깨졌다. 전직 챔피언인 뤄쉐좐은 즉시 3번째로 빠른 시간(1분 07.76초)으로서 합격하여 패배자가 되었다. 결승전에서 존스에 눈이 달려있으면서, 그녀는 경주를 빠르게 시작하여 50m 마크에서 믿기 어려울만큼 놀라운 30.87초의 전속력을 냈다. 존스가 뤄쉐좐의 무시무시한 속도에 의하여 방해되면서 이루어졌으며, 그녀는 또 다른 아시아 기록 1분 06.80초(역사상 3번째로 빠른 시간)로 우승을 거두었다. 그녀는 또한 30.67초로 50m 평영 타이틀을 유지하였고, 1분 05.79초의 가장 빠른 평영 전속력으로 중화인민공화국 혼계영 팀이 우승(아시아 기록 3분 59.89초)하는 데 도움을 주었다.

### 2004년 하계 올림픽
그녀가 2004년 아테네 올림픽에서 100m 평영을 올림픽 신기록 1분 06.64초(역사상 3번째로 빠른 시간이며 0.27초 차이로 세계 기록에서 떨어져 나감)와 함께 금메달을 획득하면서 경력 하이라이트가 나타났다. 준결승전에서 올림픽 기록 1분 06.78초를 세운 존스가 결승전에서 1분 07.16초와 동메달을 따면서 다시 메이고 말았다. 뤄쉐좐은 400m 혼계영에 집중하려고 200m 평영에서 빠져나갔다. 불행하게도 중화인민공화국 팀은 4위에 머물고 말았다. 그녀는 자신의 평영을 끝낸 후, 비탄으로 동료에 의하여 수영장에서 꺼내져야 하였다.

### 올림픽 이후
올림픽이 끝난 후, 그해에 열린 세계 쇼트코스 선수권 대회에서 50m 평영 5위를 하였다.
그녀는 2005년 몬트리올에서 열린 세계 선수권 대회에서 50m와 100m 평영 타이틀을 유지하는 데 실패하였다. 각각 31.50초로 7위, 1분 07.60초와 4위에 머물었으며, 그녀가 시합에 나가는 대신 발목 부상과 대회에 참가하면서 아직도 이해적이었다. 그해의 중국 국립 대회에서 그해의 3번째로 빠른 1분 06.86초로 100m 평영을 우승하고, 200m 평영에서는 치후이에 밀려 2위를 하였다. 혼계영에서는 저장 성 팀의 평영 주자로 나갔다.
마카오에서 열린 동아시아 경기에서 50m 평영 우승에 불구하고 100m 평영에서는 동료 선수 왕췬에게 1분 08.56초 대 1분 09.14초로 밀려 패하고 말았다.
2006년 시즌은 그녀가 상하이에서 열린 세계 쇼트코스 선수권 대회와 밴쿠버에서 열린 팬패시픽 선수권 대회를 포함한 주요 국제 대회를 뛰어 넘어간 것을 보았다. 뤄쉐좐이 자신의 장기간 코치 장야둥과 불화가 있었다는 소문이 들리기도 하였다. 그해의 아시안게임 선발 시합에서 50m 평영을 31.75초와 우승하고, 100m 평영에서 2위를 하였으나, 선수단 명단에 그녀의 이름이 나타나지 않았다. 그녀가 2008년 베이징 올림픽을 위한 준비에 자신의 심장 상태를 완전히 복구하는 데 더 많은 시간이 필요하다는 이유로 선택되지 않은 공식적 설명이 나타났다. 대중매체에 의하면 그녀가 은퇴하는 데 멀지 않았다고 하였다.

## 은퇴와 이후
2007년 1월 24일 뤄쉐좐은 자신의 심장 수술 실패로 수영으로부터 은퇴 선언을 하였다. 은퇴 후에 그녀는 자신의 대학 공부를 다시 시작하였다.
2008년 3월 24일 베이징 올림픽에서 두 번째 성화 봉송 주자가 되었으며, 중화인민공화국을 위해서 첫 번째 주자였다. 그녀는 "성화 봉송 주자로서 나는 올림픽 영혼이란 청결, 공명한 활약, 우정, 열정, 평화와 조화를 의미한다고 생각한다"며 올림픽 이상에 자신의 전망을 표현하였다.

## 같이 보기
- 2004년 하계 올림픽 중국 선수단
- 2004년 하계 올림픽 수영